# 尼崎朝鮮初中級学校
尼崎朝鮮初中級学校（あまがさきちょうせんしょちゅうきゅうがっこう、아마가사끼조선초중급학교）は、学校法人兵庫朝鮮学園が運営する兵庫県尼崎市に所在する朝鮮学校。
日本の幼稚園・小学校・中学校に相当する教育を行っている各種学校（非一条校）である。

## 沿革
- 1945年 - 国語講習所として開設
- 1946から48年 - 尼崎朝連初等学院に集約化
- 1949年 - 朝鮮学校閉鎖令ののち尼崎市立学校の分校として存続
- 1956年 - 尼崎朝鮮中級学校設立
- 1967年 - 大島朝鮮初級学校に幼稚班設置
- 1975年 - 大島朝鮮初級学校と尼崎朝鮮中級学校を統合して現校名となる
- 1976年 - 立花朝鮮初級学校を統合
- 2001年 - 阪神朝鮮初級学校を統合
- 2006年 - 吹奏楽部が兵庫県代表として第56回関西吹奏楽コンクール(関西支部大会・中学小編成の部)へ初出場し優秀賞を受賞[1]
- 2008年 - 尼崎東朝鮮初級学校を統合

## 学科
- 中級部
- 初級部
- 幼稚班

## 出身者
- 朴康造（サッカー選手、ヴィッセル神戸）
- 金明輝（サッカー選手、カターレ富山）
- 雅原慶（ミュージカル俳優）

## 生徒数
- 2013年10月の時点で約230人[2]
- 2023年4月の時点で約137人[3]

## 所在地
- 〒660-0054 尼崎市西立花町4-5-17

最寄り駅は、JR神戸線立花駅。

## 備考
兵庫県尼崎市は、学校法人兵庫朝鮮学園に対し、尼崎朝鮮初中級学校の用地として、市有地7850平方メートルを年間約28万円（市が算定した標準賃料約2900万円の約100分の1）で賃貸していた。1966年、在日朝鮮人が通う尼崎市立小学校の分校を兵庫朝鮮学園が引き継ぐ形で運営を始めた際、坪当たり1か月10円で市が学園に土地を賃貸することで合意し、その後40年以上継続していた。2011年になって「他の市有地賃料と均衡が取れない」と指摘を受けた同市は、値上げを前提に賃料改定を検討中としている。市の関係者は「（在日朝鮮人に対する）補助金的な意味合いもあったのかもしれない」としているが、理由については明確でないとしている。「救う会兵庫」の代表者は「理由もなく格安の賃料で貸し続けていることは『優遇』といわれても仕方がない」と批判した。